# MudRunner
Mudrunner, (původně Spintires: MudRunner) je offroadový simulátor vyvíjený studiem Saber Interactive a vydaný Focus Home Interactive. Byl představen 31. října 2017 na platformy Microsoft Windows, PlayStation 4 a Xbox One. Jedná se o pokračování úspěšné hry Spintires z roku 2014, vyvíjené Oovee Game Studios. Ta byla původně dostupná pouze na Windows, v roce 2018 byla přidána na Xbox Game Pass. Podobně jako ve Spintires, hráč v MudRunneru ovládá terénní vozidla a cestuje mezi body na mapě pro splnění úkolů. Dne 15. června vyšla hra na Android a iOS, 18. června 2020 pak na konzoli Nintendo Switch. Nástupce MudRunneru, SnowRunner, byl představen 28. dubna 2020.

## Hra
MudRunner je videohra založená na terénní simulaci, která po hráči vyžaduje brodění se rozbahněnými nezpevněnými cestami ve stárnoucích sovětských vozidlech, pouze za pomoci mapy a kompasu. Cílem hry je dopravit požadovaný počet klád na místo určení (tzv. Lumber Mill). Zároveň hráč nesmí poškodit vozidlo nebo spotřebovat všechno palivo. Ve hře je jak singleplayer, tak multiplayer, ve kterém může spolupracovat až se třemi dalšími lidmi.
Hra obsahuje také devět výzev (tzv. Challenge mode). Každá z nich se odehrává na speciální malé mapě a má za úkol seznámit hráče s nejrůznějšími funkcemi hry. Každá výzva nabízí také tři bonusové úkoly, které můžete splnit pro získání trofejí (achievementů).

## Obsah

### Vozidla
| Označení ve hře      | Inspirováno                 | Původ          | Typ                            | Poznámka            |
| -------------------- | --------------------------- | -------------- | ------------------------------ | ------------------- |
| A-968M               | ZAZ 968M                    | Originální hra | Osobní vozidlo                 |                     |
| A-469                | UAZ 469                     | Originální hra | Průzkumné vozidlo              |                     |
| A-3151               | UAZ 3151                    | Originální hra | Průzkumné vozidlo              |                     |
| A-969                | LuAZ 969                    | The Valley DLC | Průzkumné vozidlo              |                     |
| Chevrolet NAPCO 3100 | Chevrolet NAPCO 3100        | Old-Timers DLC | Průzkumné vozidlo              | Licencované vozidlo |
| Chevrolet K5 Blazer  | Chevrolet K5 Blazer         | American Wilds | Průzkumné vozidlo              | Licencované vozidlo |
| Ford F150            | Ford F150                   | American Wilds | Průzkumné vozidlo              | Licencované vozidlo |
| Hummer H1            | Hummer H1                   | American Wilds | Průzkumné vozidlo              | Licencované vozidlo |
| B-66                 | GAZ-66                      | Originální hra | Těžké průzkumné vozidlo        |                     |
| B-6A                 | YuMZ 6                      | The Ridge DLC  | Traktor                        |                     |
| B-130                | ZIL-130                     | Originální hra | Silniční nákladní vozidlo      |                     |
| C-65115              | KAMAZ 65115                 | Originální hra | Silniční nákladní vozidlo      |                     |
| Chevrolet Bison      | Chevrolet Bison             | American Wilds | Silniční nákladní vozidlo      | Licencované vozidlo |
| Ford LTL9000         | Ford LTL 9000               | American Wilds | Silniční nákladní vozidlo      | Licencované vozidlo |
| Freightliner FLD120  | Freightliner FLD120         | American Wilds | Silniční nákladní vozidlo      | Licencované vozidlo |
| GMC DW950            | GMC DW950                   | Old-Timers DLC | Nákladní vozidlo               | Licencované vozidlo |
| C-256                | KrAZ-256                    | Originální hra | Nákladní vozidlo               |                     |
| B-131                | ZIL-131                     | Originální hra | Nákladní vozidlo               |                     |
| C-4320               | Ural-4320                   | Originální hra | Nákladní vozidlo               |                     |
| C-260                | KRaZ 260                    | Originální hra | Terénní nákladní vozidlo       |                     |
| C-65111              | KAMAZ 65111                 | Originální hra | Terénní nákladní vozidlo       |                     |
| C-4310               | KAMAZ 4310                  | Originální hra | Terénní nákladní vozidlo       |                     |
| C-375                | Ural 375                    | Originální hra | Terénní nákladní vozidlo       |                     |
| C-432010             | Ural-4320                   | Originální hra | Terénní nákladní vozidlo       |                     |
| C-255                | KRaZ 255                    | Originální hra | Terénní nákladní vozidlo       |                     |
| C-6317               | MAZ 6317                    | The Valley DLC | Terénní nákladní vozidlo       |                     |
| Western Star 6900XD  | Western Star 6900XD         | American Wilds | Terénní nákladní vozidlo       | Licencované vozidlo |
| K-700                | Kirovec K-700               | Originální hra | Těžký terénní traktor          |                     |
| K-8400 Skidder       | Caterpillar 545C Skidder    | American Wilds | Těžký terénní traktor          |                     |
| D-538                | MAZ 538                     | The Ridge DLC  | Těžký terénní traktor          |                     |
| K-9000 Forwarder     | Caterpillar 584HD Forwarder | American Wilds | Terénní vyvažečka              |                     |
| D-535                | MAZ 535                     | Originální hra | Těžké terénní nákladní vozidlo |                     |
| D-537                | MAZ 537                     | Originální hra | Těžké terénní nákladní vozidlo |                     |
| E-7429               | MZKT 7429                   | The Valley DLC | Těžké terénní nákladní vozidlo |                     |
| E-7310               | MAZ 7310                    | Originální hra | Těžké terénní nákladní vozidlo |                     |

### Mapy
| Název         | Země  | Původ          |
| ------------- | ----- | -------------- |
| The Bog       | Rusko | Originální hra |
| Island        | Rusko | Originální hra |
| Seashore      | Rusko | Originální hra |
| Crossing      | Rusko | Originální hra |
| Downhill      | Rusko | Originální hra |
| Deluge        | Rusko | Originální hra |
| The Valley    | Rusko | The Valley DLC |
| The Ridge     | Rusko | The Ridge DLC  |
| Grizzly Creek | USA   | American Wilds |
| Mount Logmore | USA   | American Wilds |
| Rocky Hills   | USA   | Old-Timers DLC |

## Dodatečný obsah
Do hry postupně přibyly čtyři rozšíření:

### The Valley DLC
The Valley bylo první rozšíření hry. Vyšlo 13. února 2018 a je zdarma ke stažení. Do hry přidalo tři nová vozidla a jednu mapu.

### The Ridge DLC
The Ridge vyšlo 29. května 2018 a bylo to druhé volně přístupné rozšíření. Kromě dvou nových vozidel a mapy přidalo do hry také tzv. scavenge mode.

### American Wilds
American wilds je jediné placené rozšíření hry. Vyšlo 23. října 2018 a obsahuje devět amerických vozidel a dvě mapy umístěné v USA.

### Old-Timers DLC
Old Timers rozšíření, které vyšlo 30. dubna 2019, je poslední DLC, rozšiřující hru o dvě americká vozidla a jednu mapu umístěnou taktéž v USA.

## Přijetí
Podle stránky Metacritic získal MudRunner skóre 67/100 ve verzi na PlayStation 4 a 72/100 ve verzi pro Xbox One, což znamená, že v obou případech dostal "smíšené nebo průměrné" recenze. PC verze dostala 77/100 a "celkově příznivé" recenze. Verze pro Nintendo Switch byla ohodnocena stránkou Nintendo Life 7 body z 10.